# Elbek Tazhyieu
Elbek Tazhyieu, né Tozhiyev le 7 janvier 1986 au Karakalpakstan, est un lutteur gréco-romain biélorusse.

## Biographie
Il représente l'Ouzbékistan entre 2003 et 2007.

## Palmarès

### Jeux olympiques
- participation aux Jeux olympiques d'été de 2012 à Londres (Royaume-Uni)

### Championnats du monde
- Médaille d'argent en catégorie des moins de 55 kg en 2011

### Championnats d'Europe
- Médaille d'or en catégorie des moins de 55 kg en 2013 à Tbilissi (Géorgie)
- Médaille de bronze en catégorie des moins de 55 kg en 2011